# Cancro trasmissibile

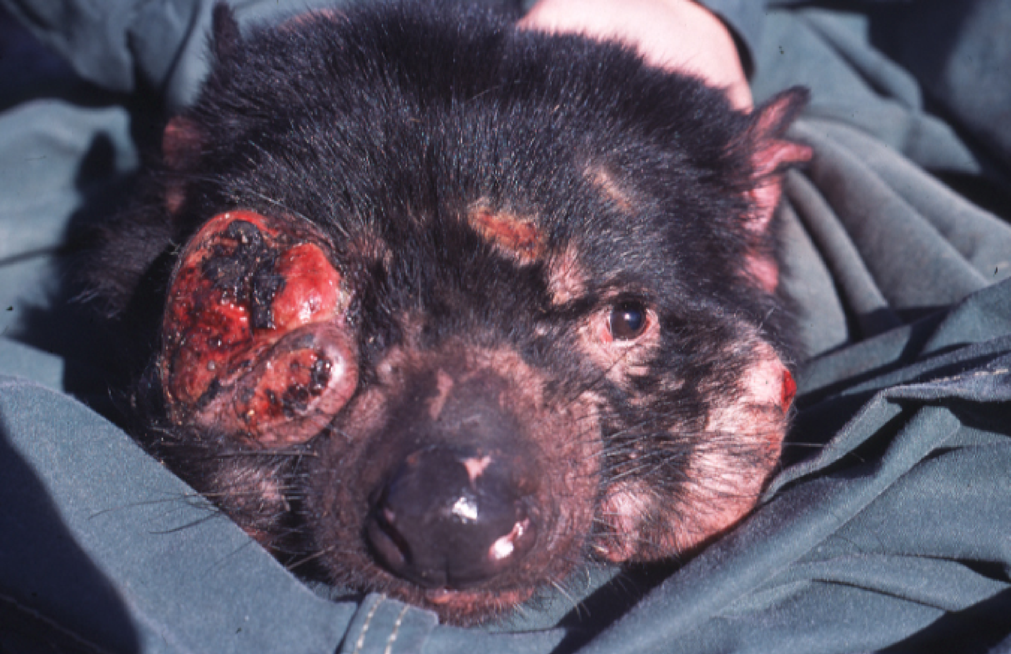
Esemplare di diavolo della Tasmania affetto da DFTD in forma avanzata.

Il cancro trasmissibile o  cancro parassita è causato da cellule cancerose che si possono trasmettere da animale ad animale. Il cancro normalmente non è una malattia contagiosa, ma ci sono tre eccezioni conosciute: nei cani, nel diavolo della Tasmania e nel criceto dorato. Questi tumori hanno un genoma relativamente stabile così come sono trasmessi.
Si tratta del:
- Tumore facciale del diavolo (DFTD) è un cancro parassita trasmissibile del diavolo della Tasmania.[2]

- Tumore venereo trasmissibile canino (CTVT) è un tumore a trasmissione sessuale dei cani, già individuato nel 1876.[3] Un singolo clone di cellule maligne di CTVT ha colonizzato i cani in tutto il mondo e rappresenta la più antica linea conosciuta di cellule maligne in continua propagazione[4].
- Sarcoma contagioso del reticolo del criceto dorato[5], che può essere trasmesso da un criceto all'altro tramite la puntura della zanzara della febbre gialla.[6].

Per la loro trasmissione, si era inizialmente pensato che queste malattie fossero causate da un virus, alla stessa maniera del tumore al collo dell'utero causato da papillomavirus umano.

## Casi di trasmissione del cancro umano
Un istiocitoma fibroso maligno è stato trasmesso da un paziente al chirurgo quando si è ferito la mano durante un'operazione, uno studio del 1996 ha dimostrato che i due tumori erano geneticamente identici.
Rarissimi casi di possibile trasmissione del cancro tra madre e feto sono stati registrati negli ultimi 100 anni, ma le prove di un clone di cancro condiviso erano molto limitate. Uno studio frutto di una collaborazione tra enti britannici e giapponesi pubblicato nel 2009 fornisce la prova genetica della trasmissione tra madre e figlio, in utero, di cellule leucemiche. Si vuol sottolineare che si tratta di casi assai rari, 17 registrati in 100 anni di cui solo questo dimostrato scientificamente, dovuto ad un difetto genetico del feto, che impedirebbe al suo sistema immunitario di riconoscere le cellule materne come estranee, inglobandole.